# Chavannes (Drôme)
Chavannes település Franciaországban, Drôme megyében. Lakosainak száma 770 fő (2022. január 1.). Chavannes Chantemerle-les-Blés, Clérieux, Marsaz és Mercurol-Veaunes községekkel határos.

## Népesség
A település népességének változása:
| Lakosok száma | 285  | 316  | 374  | 434  | 619  | 672  | 710  | 735  | 738  | 770  |
|               | 1968 | 1982 | 1990 | 2006 | 2013 | 2015 | 2017 | 2019 | 2020 | 2022 |